# محمد لطف
محمد أحمد لطف لاعب كرة قدم في نادي الهلال سابقاً، ولد في 27 نوفمبر 1974م، يلعب في مركز الوسط، بدأ مسيرته الكروية في نادي الهلال ثم انتقل لنادي الحمادة في عام 2004 م، وهو نادي سعودي في دوري الدرجة الثانية وأنهى مسيرته فيه.